# Larry Levine
Larry Levine (New York, 8 mei 1928 - Los Angeles, 8 mei 2008) was een Amerikaanse geluidstechnicus en Grammy-prijswinnaar.

## Geschiedenis
De in Los Angeles opgegroeide Levine vervulde zijn militaire dienstplicht in de Koreaanse Oorlog. Terug in de Verenigde Staten leerde hij het beroep van geluidstechnicus van zijn neef Stan Ross, de mede-eigenaar van de Gold Star-studio's in Hollywood. Aan het begin van de jaren 1960 ontmoette Levine Phil Spector. Deze verklaarde hem zijn ideeën betreffende de muziekproductie en vertrouwde de modificatie toe aan Levine. Het probleem bij de opname en het mengen van Spectors producties was het grote aantal sessiemuzikanten, meestal van The Wrecking Crew, in veel te kleine ruimten. Dit probleem loste hij op door het omvangrijke gebruik van Hall-effecten in een betonnen echokamer.
Hun eerste gezamenlijke productie was He's a Rebel van The Crystals, gevolgd door Da Doo Ron Ron. Daarop volgde onder andere River Deep, Mountain High van Ike & Tina Turner en You've Lost That Lovin' Feelin' van The Righteous Brothers, na enquettes van de BMI de meest in de radio uitgezonden song van de twintigste eeuw en op de 34e plaats van de 500 grootste songs aller tijden van het magazine Rolling Stone. De samenwerking met Spector eindigde pas met diens terugtrekking uit de muziekbusiness na de laatste productie End of the Century (1979) van The Ramones.
Naast Spector werkte Levine ook voor andere artiesten, waaronder The Beach Boys, Sonny & Cher, The Wings en The Carpenters. Voor zijn werk aan A Taste of Honey van Herb Alpert werd hij in 1966 onderscheiden met een Grammy Award.

## Overlijden
Larry Levine overleed in mei 2008 op 80-jarige leeftijd.